# ماسون بيتس
ماسون بيتس (بالإنجليزية: Mason Bates)‏ هو ملحن أمريكي، ولد في 23 يناير 1977 في ريتشموند في الولايات المتحدة.

## وصلات خارجية
- ماسون بيتس على موقع IMDb (الإنجليزية)
- ماسون بيتس على موقع ميوزك برينز (الإنجليزية)
- ماسون بيتس على موقع ديسكوغز (الإنجليزية)